# Munroa
Munroa is een geslacht uit de grassenfamilie (Poaceae). De soorten van dit geslacht komen voor in Noord-Amerika en Zuid-Amerika. Het geslacht is vernoemd naar botanicus William Munro (1818-1880).

## Soorten
De Catalogue of New World Grasses [13 april 2010] erkent de volgende soorten:
- Munroa andina
- Munroa argentina
- Munroa decumbens
- Munroa mendocina
- Munroa squarrosa